# Je Khenpo
| Tibetische Bezeichnung              |
| ----------------------------------- |
| Tibetische Schrift: རྗེ་མཁན་པོ་        |
| Wylie-Transliteration: rje mkhan po |
| Chinesische Bezeichnung             |
| Vereinfacht: 基堪布                 |
| Pinyin:Jī Kānbù                     |

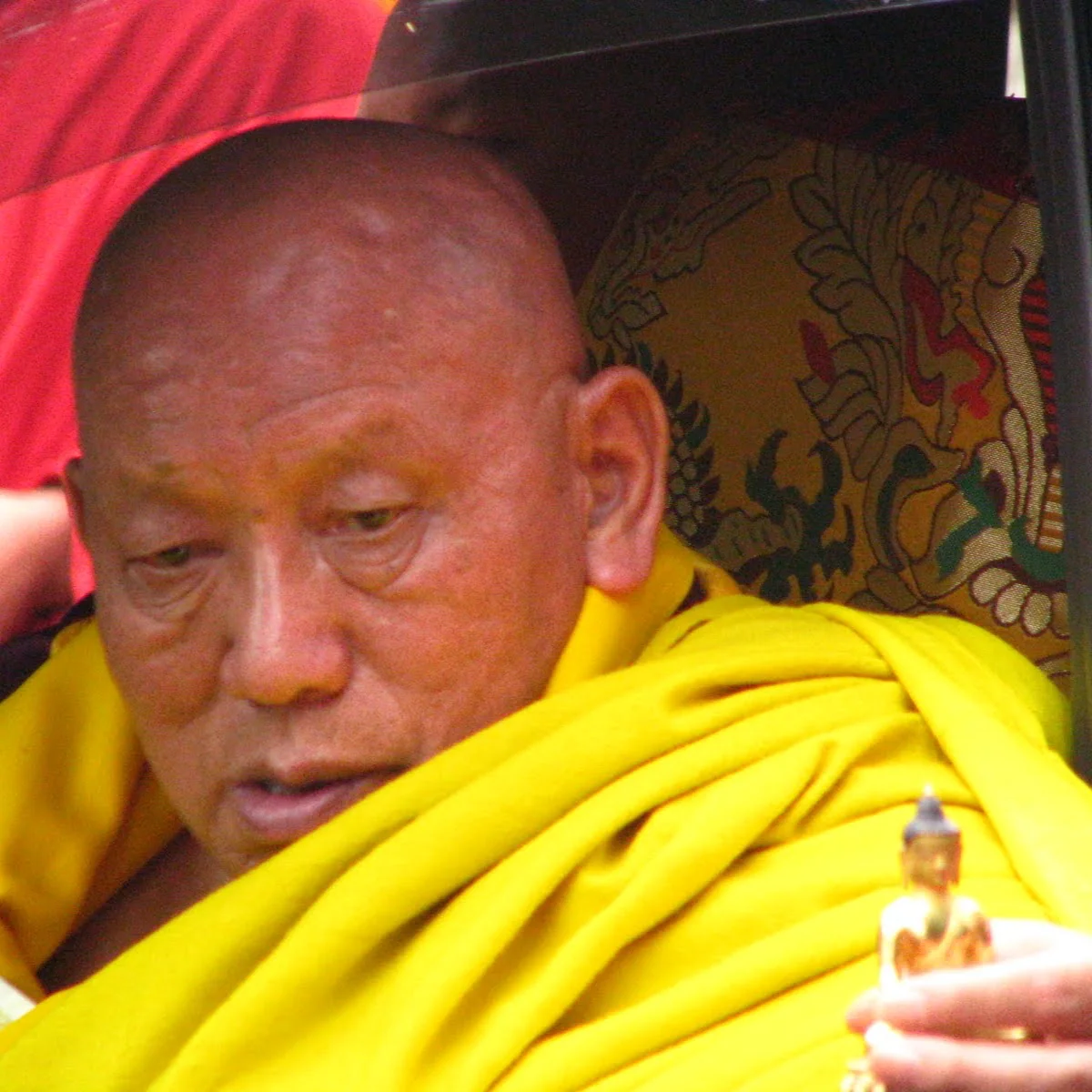
Der 68. Je Khenpo Tenzin Dundrup (2010)

Je Khenpo (tibetisch རྗེ་མཁན་པོ་ Wylie rJe mKhan-po, englisch The Chief Abbot of the Central Monastic Body of Bhutan) ist der Titel des Oberhauptes der Zentralen Mönchskörperschaft (tibetisch གཞུང་གྲྭ་ཚང་ Wylie gzhung grwa-tshang) Bhutans, des geistlichen Führers des Landes (siehe auch Drugpa-Kagyü). Er ist verantwortlich für religiöse Angelegenheiten und die Klöster und wird im Land als eine der angesehensten Personen verehrt.
Im 17. Jahrhundert vereinigte der erste Shabdrung Rinpoche, Shabdrung Ngawang Namgyel, das Land Bhutan. Er legte den Grundstein für das System, in dem die weltliche und geistliche Macht getrennt wurden. Der Druk Desi wurde der weltliche Führer und der Je Khenpo der geistliche. Nach der Einführung der Monarchie im Jahre 1907 wurde der Je Khenpo einer der wichtigsten Berater des Königs.
Der Je Khenpo wird aus dem Shung Dratshang (tibetisch gzhung grwa tshang; englisch Central Monastic Body), der ‚Zentralen Mönchskörperschaft‘, ausgewählt. Der 1. Je Khenpo war Pekar Jugne. Der 70. und derzeitige Je Khenpo ist Seine Heiligkeit Trülku Jigme Chhoeda.
| Nummer | Name                    | Amtszeit   |
| ------ | ----------------------- | ---------- |
| 1      | Pekar Jungney           | 0000–1672  |
| 2      | Sonam Ozer              | 1672–1689  |
| 3      | Pekar Lhündrup          | 1689–1697  |
| 4      | Damchö Pekar            | 1697–1707  |
| 5      | Zödpa Thinley           | 1707–1724  |
| 6      | Ngawang Lhündrup        | 1724–1730  |
| 7      | Ngawang Thinley         | 1730–1738  |
| 8      | Tenzin Norbu            | 1738–1744  |
| 9      | Shakya Rinchen          | 1744–1755  |
| 10     | Tenzin Chögyal          | 1755–1762  |
| 11     | Ngawang Thinley         | 1762–1769  |
| 12     | Kunga Jamtsho           | 1769–1771  |
| 13     | Yönten Thaye            | 1771–1775  |
| 14     | Tenzin Namgyal          | 1775–1781  |
| 15     | Kunzang Gyaltsen        | 1781–1784  |
| 16     | Sherab Singye           | 1784–1791  |
| 17     | Jamgön Yeshi Dorji      | 1791–1797  |
| 18     | Jamyang Gyaltshen       | 1797–1803  |
| 19     | Ngawang Chögyal         | 1803–1807  |
| 20     | Yeshey Gyaltshen        | 1807–1811  |
| 21     | Jampyel Drakpa          | 1811–1816  |
| 22     | Jigme Gyaltsen          | 1816–1826  |
| 23     | Jampyel Drakpa          | 1826–1831  |
| 24     | Shakya Gyaltsen         | 1831–1836  |
| 25     | Sherab Gyaltsen         | 1836–1839  |
| 26     | Yönten Jamtsho          | 1839–1840  |
| 27     | Pema Zangpo             | 1840–1847  |
| 28     | Rinchen Zangpo          | 1847–1848  |
| 29     | Pema Zangpo             | 1848–1850  |
| 30     | Jampyel Jamtsho         | 1850–1851  |
| 31     | Yönten Gyaltsen         | 1851–1858  |
| 32     | Tshultrim Gyaltsen      | 1858–1860  |
| 33     | Künga Peljor            | 1860–1861  |
| 34     | Shedrup Ozer            | 1861–1865  |
| 35     | Shakya Gyaltsen         | 1865–1869  |
| 36     | Yönten Pelzang          | 1869–1873  |
| 37     | Künga Singye            | 1873–1875  |
| 38     | Shakya Gyaltsen         | 1875–1875  |
| 39     | Lodrö Gyaltsen          | 1875–1878  |
| 40     | Pekar Ozer              | 1878–1881  |
| 41     | Ngawang Dönden          | 1881–1886  |
| 42     | Thinley Gyaltsen        | 1886–1888  |
| 43     | Tenzin Lhündrup         | 1888–1889  |
| 44     | Thinley Gyaltsen        | 1889–1891  |
| 45     | Thinley Jamtsho         | 1891–1894  |
| 46     | Damchö Gyaltsen         | 1894–1899  |
| 47     | Sherab Lhündrup         | 1899–1901  |
| 48     | Jamyang Rinchen         | 1901–1903  |
| 49     | Rigzin Nyingpo          | 1903–1907  |
| 50     | Jampyel Shenyen         | 1907–1909  |
| 51     | Jampai Tobzang          | 1909–1912  |
| 52     | Pelden Singye           | 1912–1915  |
| 53     | Yeshey Ngödrup          | 1915–1917  |
| 54     | Yeshey Dawa             | 1917–1918  |
| 55     | Pelden Singye           | 1918–1918  |
| 56     | Mipham Wangpo           | 1919–1922  |
| 57     | Ngawang Gyaltsen        | 1922–1927  |
| 58     | Sidzhe Namgyal          | 1927–1931  |
| 59     | Chökyi Wangchuk         | 1931–1940  |
| 60     | Ngawang Thinley         | 1940–1946  |
| 61     | Samten Jamtsho          | 1946–1955  |
| 62     | Yönten Tsündu           | 1955–1956  |
| 63     | Thinley Lhündrup        | 1956–1961  |
| 64     | Samten Pelzang          | 1961–1965  |
| 65     | Yeshey Singye           | 1965–1968  |
| 66     | Yönten Tarchen          | 1968–1971  |
| 67     | Nyizer Thinley Lhendrup | 1971–0000  |
| 68     | Tenzin Dundrup          | 0000–1990  |
| 69     | Gendün Rinchen          | 1990–1996  |
| 70     | Trülku Jigme Chhoeda    | 1996–heute |